# Pårte

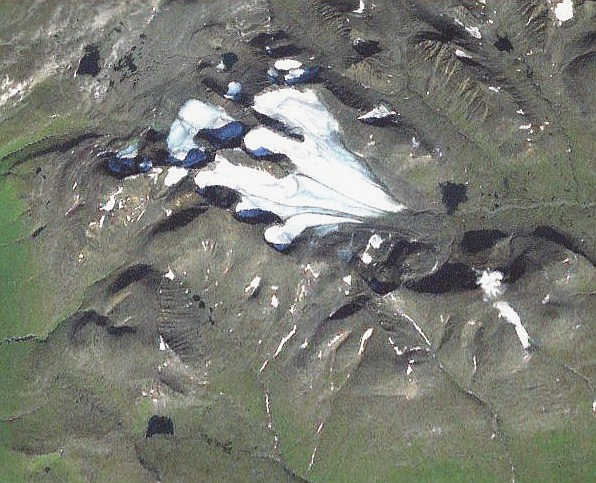
Pårtemassivet i den södra delen av Sareks nationalpark

Pårte är ett massiv i den södra delen av Sarek, beläget cirka 20 km norr om Kvikkjokk. Massivet har två toppar över 2 000 m, Bårddetjåhkkå på 2 007 m samt Balgattjåhkkå på 2 016 m. I massivet ligger glaciären Pårtejekna samt toppen
Saitaristjåhkkå, som är en av de toppar i Sverige som kräver klättring för att bestigas. 
Genom sin närhet till Kvikkjokk och den lättillgängliga 2000-meterstoppen Bårddetjåhkkå besöks Pårte ofta av vandrare.
På Bårddetjåhkkå ligger Axel Hambergs observatorium, uppfört omkring 1911. Observatoriet har idag enbart ett historiskt intresse.

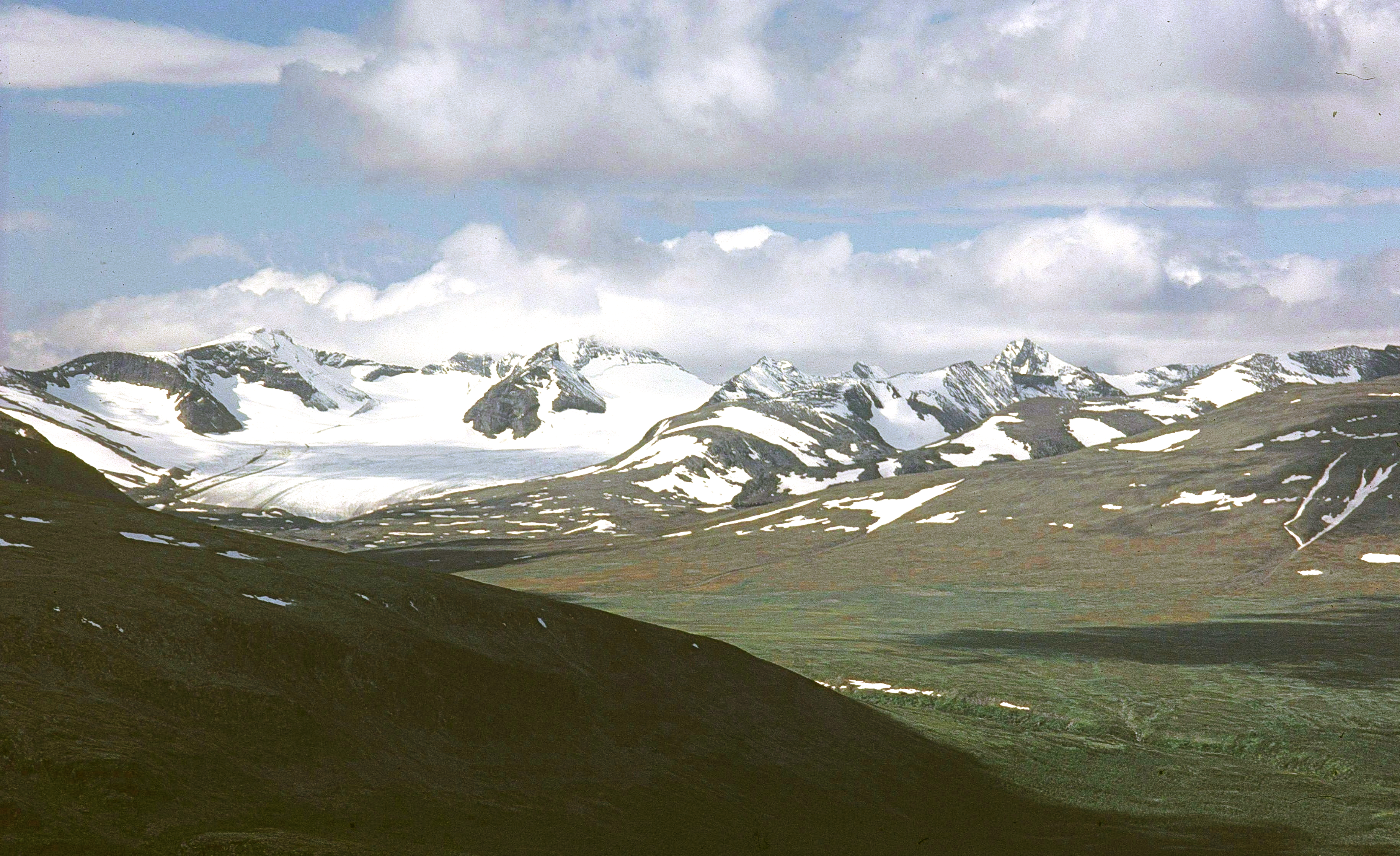
Pårtemassivet sett från öster
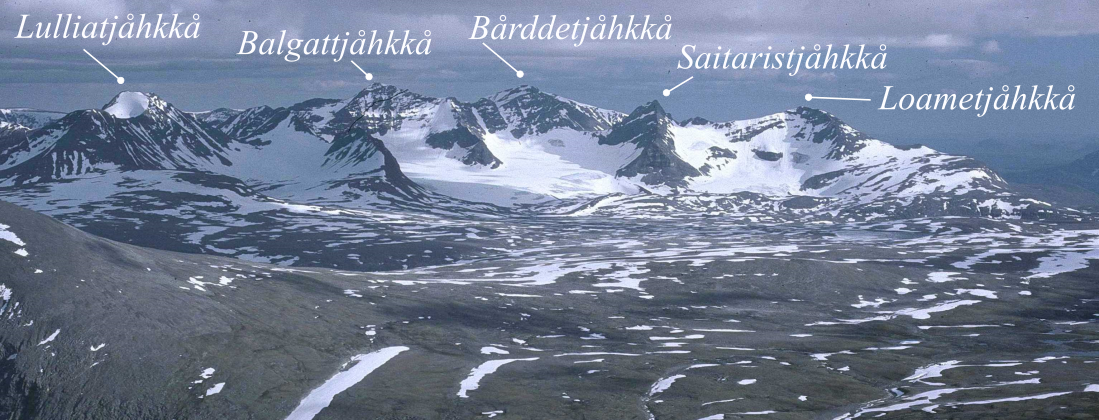
Pårtemassivet sett från norr